# Kijów (Silésie)
Pour les articles homonymes, voir Kijów.
Kijów est une localité polonaise de la gmina de Kruszyna, située dans le powiat de Częstochowa en voïvodie de Silésie.